# 6528 Boden
6528 Boden هو كويكب، يقع ضمن حزام الكويكبات. اكتشف في 21 مارس 1993.

## روابط خارجية
- 6528 Boden في قاعدة بيانات مختبر الدفع النفاث لأجرام النظام الشمسي الصغيرة

- الاكتشاف · مخطط المدار ·  العناصر المدارية · المعلمات المادية

- 6528 Boden على موقع ويكي سكاي: DSS2, SDSS, GALEX, IRAS, Hydrogen α, X-Ray, Astrophoto, Sky Map, Articles and images